# Vía Colectora Quito-Tambillo
La Vía Colectora Quito-Tambillo (E28A) es una vía secundaria de sentido norte-sur ubicada en la Provincia de Pichincha al extremo sur de la ciudad capital de Quito.  Esta colectora conecta a la Avenida Pedro Vicente Maldonado en el sur de Quito con el tramo combinado de la Troncal de la Sierra (E35) y la Transversal Norte (E20) que lleva la denominación E35/E20. La vía tiene una pronunciada pendiente pues en su corta longitud desciende aproximadamente 200 metros entre el extremo sur del valle de Quito (aproximadamente a 3000 metros sobre el nivel del mar) al extremo suroccidental de la hoya andina de Guayllabamba (aproximadamente a 2800 metros sobre el nivel del mar). Esta colectora en toda su extensión forma parte de la Carretera Panamericana y está concesionada a la empresa privada Panavial. Por consiguiente, es necesario hacer pago de peajes a lo largo de su extensión.
- Datos: Q2720139